# 마크 에머트
마크 앨런 에머트(영어: Mark Allen Emmert, 1952년 12월 18일 ~ )는 미국의 교육행정가이다. 2010년 현재 전미 대학 체육 협회(NCAA)의 회장이다.